# 6月3日
6月3日是公曆一年中的第154天 ( 閏年第155天 ) ， 離全年結束還有211天。

## 大事记

### 19世紀以前
- 978年：北宋太平兴国三年四月廿五·己卯，平海军节度使陈洪进向北宋献地投降，史称“泉漳纳土”。
- 979年：北宋太平兴国四年五月初六，北汉皇帝刘继元降宋。
- 1326年：諾夫哥羅德與挪威簽署諾夫哥羅德和約。
- 1621年：荷蘭共和國仿效東印度公司模式而成立西印度公司，並特許在加勒比地區展開貿易。
- 1644年：李自成在紫禁城武英殿即位。

### 19世紀
- 1839年：中国清朝钦差大臣林则徐在虎门公开销毁英国商人的1.9万箱鸦片，引发第一次鸦片战争。
- 1852年：太平军攻破全州。
- 1892年：英格蘭最成功的足球俱樂部之一利物浦足球俱樂部成立。
- 1896年：清朝政府同俄国签订《中俄密约》。

### 20世紀
- 1919年：中国出现第一次大规模罢工：上海发起，纺织、机器、铁路、汽车、轮船、铁厂等50多个企业约7万工人罢工。
- 1932年：盧·賈里格轟出單場4發全壘打。
- 1936年：埃德加·斯诺以《每日先驱报》特派记者的身份来到陕北。
- 1937年：已经退位的前英国国王爱德华八世与美国名流华丽丝·辛普森在法国都尔举行婚礼。
- 1947年：英国政府制定的《印度独立方案》由印度总督路易斯·蒙巴顿公布：此方案又称《蒙巴顿方案》。
- 1950年：法國登山家莫里斯·荷索與路易·拉什納爾成功攀登安納布爾納峰，為人類首次成功攀登海拔8,000公尺以上的山峰。
- 1955年：法国总理埃德加·富尔和突尼斯总理塔哈尔·本·阿马尔签订核准书，保证突尼西亞的区内自治权。
- 1959年：新加坡颁布新宪法：结束其英国直辖殖民地的地位。
- 1962年：法國航空一架執行AF007班機的波音707在巴黎-奥利机场起飛時墜毀，導致130人死亡。
- 1963年：順化化學攻擊事件，南越政府軍利用化學武器在順化鎮壓市民和僧侶的示威運動，67人受傷送醫。
- 1965年：美国宇航员爱德华·怀特离开双子星4号太空船，成为美国首个执行太空行走任务的宇航员。
- 1973年：蘇聯製造圖-144型飛機在巴黎航展發生意外。
- 1974年：伊扎克·拉宾任以色列总理。
- 1982年：香港長沙灣元州街邨安安幼稚園嚴重血案，釀成6死44人受傷。
- 1989年：中华人民共和国政府由外地調動進入北京的中国人民解放軍於深夜展開對學生的武力鎮壓，直至翌日的6月4日，是為震驚中外的六四天安門事件。
- 1990年：「15国集团」首脑会议闭幕。
- 1991年：日本雲仙岳爆發。
- 1993年：諾羅敦·西哈努克宣布成立柬埔寨民族政府。
- 1995年：布基納法索加入世界貿易組織。
- 1998年：德国一部从慕尼黑驶往汉堡的ICE列车在下萨克森发生出轨事故，造成101人死亡。

### 21世紀
- 2006年：蒙特內哥羅國會宣布依照公投结果而正式独立，塞尔维亚和黑山自此解体。
- 2006年：中國人民解放軍空軍一架由運-8運輸機改裝而成的空警-200預警機，在執行任務時因機翼結冰墜毀在安徽省廣德縣，機上40人全部罹難。
- 2012年：伦敦举行千帆巡游泰晤士河活动，纪念英女皇伊丽莎白二世登基60周年。
- 2012年：尼日利亚丹纳航空一架麦道MD-83客机在拉各斯穆尔塔拉·穆罕默德国际机场降落时坠毁，造成至少193人死亡。
- 2013年：中国吉林省长春市德惠市米沙子镇吉林宝源丰禽业有限公司发生一起特别重大火灾。

## 出生
- 1454年：波吉斯瓦夫十世，波美拉尼亚公爵（1523年逝世）
- 1533年：細川藤孝，日本战国时代武将（1610年逝世）
- 1540年：卡尔二世，奥地利君主（1590年逝世）
- 1756年：·尼爾，美國天主教會神父兼耶穌會士（1837年逝世）
- 1808年：傑佛遜·戴維斯，美國軍官、政治人物
- 1844年：加勒特·霍巴特，美國政治人物，第24任美國副總統（1899年逝世）
- 1865年：乔治五世，英國國王（1936年逝世）
- 1865年：埃里希·魯登道夫，德國軍事家（1937年逝世）
- 1899年：侯志律，香港正按察司（1955年逝世）
- 1901年：张学良，中國军事家、戰略家（2001年逝世）
- 1906年：約瑟芬·貝克，法國藝人、演員（1975年逝世）
- 1906年：柏立基，第23任香港總督（1999年逝世）
- 1910年：阮玲玉，中國女演員（1935年逝世）
- 1914年：威廉·韋爾，英國王牌飛行員（1981年逝世）
- 1921年：藍，中國女演員（2020年逝世）
- 1931年：勞爾·卡斯特羅，古巴共產黨第一書記、古巴國務委員會主席
- 1942年：柯提斯·梅菲爾德，美國作曲家（1999年逝世）
- 1944年：彼得·邦菲爵士，英國電信執行委員會前董事長、首席執行長
- 1945年：約翰·德比希爾，美國作家、評論家、程式設計師
- 1947年：戴夫·亞歷山大，美國音樂家，丑角合唱團貝斯手（1975年逝世）
- 1951年：村上紀香，日本漫畫家
- 1952年：吉兒·拜登，美國教師，現任美國第一夫人
- 1958年：尚-馬克·路易沙達，突尼西亞裔法國鋼琴家
- 1963年：陳福海，臺灣政治人物，現任金門縣縣長
- 1963年：潘芳芳，香港女演員
- 1963年：唐澤壽明，日本男演員
- 1964年：关渭贞，中國女子羽球運動員
- 1964年：龜田誠治，日本貝斯手，樂團東京事變成員
- 1964年：丹尼爾·利伯曼，美國古人類學家
- 1966年：瓦西·阿克拉姆，巴基斯坦板球隊前隊長
- 1967年：入來智，日本棒球選手（2023年逝世）
- 1969年：邵家臻，香港社會工作者，前香港立法會議員（2025年逝世）
- 1970年：楊婉儀，香港女演員，1995年香港小姐冠軍，慧妍雅集前會長
- 1973年：劉宰明，韓國男演員
- 1974年：徐章焄，前韓國籃球員，現為藝人
- 1978年：苏提达，泰國王后
- 1979年：邦妮·艾倫斯，美國女演員
- 1979年：博勵治，加拿大政治人物
- 1980年：塔米姆·本·哈邁德·阿勒薩尼，卡塔爾埃米爾
- 1981年：川崎宗則，日本職業棒球運動員
- 1982年：葉蓮娜·伊辛芭耶娃，俄罗斯撑杆跳女選手
- 1983年：新沙洞老虎，韓國填詞人、作曲家（2024年逝世）
- 1983年：福士誠治，日本男演員
- 1983年：青木美沙子，日本時裝模特兒、電視藝人、YouTuber
- 1984年：許時豪，台灣男演員
- 1985年：柏比斯·施斯，塞內加爾職業足球運動員
- 1985年：林星潼，台灣女藝人、模特兒
- 1986年：王梓軒，香港男歌手
- 1986年：拉斐爾·納達爾，西班牙職業網球運動員
- 1986年：艾爾·霍福德，多明尼加職業籃球運動員
- 1986年：喬許·塞嘉拉，美國男演員
- 1987年：長澤雅美，日本女演員
- 1988年：三浦翔平，日本男演員
- 1988年：柳下大，日本演員
- 1988年：麥皓兒，香港女演員
- 1989年：馬丁娜·祖布契奇，克羅埃西亞跆拳道選手
- 1989年：潘惠美，日本女性聲優
- 1990年：韓智恩，韓國女演員
- 1990年：法比奧·格策，德國足球運動員
- 1991年：廣瀨大介，日本男性聲優、舞台劇演員
- 1991年：曹承希，韓國女子偶像團體DIA成員
- 1992年：马里奥·格策，德國足球運動員
- 1992年：迪丽热巴，中國女演員
- 1994年：篠田南，日本女性聲優
- 1995年：黃子桐，香港女演員
- 1997年：申世輝，韓國女演員
- 1997年：任子威，中國男子短道競速滑冰運動員
- 1998年：SinB，韓國女子偶像團體VIVIZ成員
- 1998年：路易斯·希爾，多明尼加職業棒球運動員
- 2001年：傑倫·薩格斯，美國職業籃球運動員
- 2005年：德西雷·杜埃，法國職業足球運動員

## 逝世
- 1605年：扬·扎莫厄斯基，波兰立陶宛联邦贵族、政治家、军事家（1542年出生）
- 1615年：真田信繁，日本武將（1567年出生）
- 1657年：威廉·哈维，英國醫生（1578年出生）
- 1844年：昂古萊姆公爵路易-安托萬，法國波旁王朝王室成員（1775年出生）
- 1860年：約翰·拜恩，英國陸軍軍官、政治人物，第一代斯塔福德伯爵（1772年出生）
- 1875年：乔治·比才，法國作曲家（1838年出生）
- 1924年：弗兰兹·卡夫卡，奥地利作家（1883年出生）
- 1928年：黎元洪，原中华民国总统（1864年出生）
- 1946年：加里宁，苏联领导人、政治家（1875年出生）
- 1954年：王瑶卿，中國京剧表演艺术家（1881年出生）
- 1963年：教宗若望二十三世，羅馬主教（1881年出生）
- 1969年：许光达，中國人民解放軍大將（1908年出生）
- 1975年：佐藤榮作，日本政治人物，第61－63任內閣總理大臣，1974年諾貝爾和平獎得主（1901年出生）
- 1989年：鲁霍拉·穆萨维·霍梅尼，伊朗宗教學者、哲學家、革命家，首任伊朗最高領袖（1900年出生）
- 1991年：伊娃·列·高麗安，英裔美國舞台女演員、製作人、導演、作家（1899年出生）
- 1991年：哈利·格里肯，美國火山學家（1958年出生）
- 1995年：約翰·皮斯普·埃克特，美國電機工程師（1919年出生）
- 2000年：安子介，香港知名實業家（1912年出生）
- 2006年：倪文亞，中華民國前立法院院長（1906年出生）
- 2007年：宋平順，中國天津市政协原主席，自杀身亡（1945年出生）
- 2009年：石堅，香港資深粵語電影演員、電視藝員。（1913年出生）
- 2010年：安克志，美國外交官、駐中華民國（台灣）大使、駐泰國大使（英语：United States Ambassador to Thailand）及駐寮國大使（英语：United States Ambassador to Laos）（1917年出生）
- 2010年：弗拉基米爾·阿諾爾德，俄羅斯數學家（1937年出生）
- 2011年：傑克·凱沃基安，美國病理學家、安樂死推廣運動家（1928年出生）
- 2016年：穆罕默德·阿里，美國拳擊手（1942年出生）
- 2019年：賀一航，台灣男藝人（1954年出生）
- 2021年：阿內羅德·賈格納特，模里西斯政治人物，前任模里西斯總理（1930年出生）
- 2022年：伍漢霖，中國魚類學家（1934年出生）
- 2023年：吉姆·海因斯，美國男子田徑運動員，首位突破10秒大關的選手（1946年出生）
- 2024年：莫里·馬爾科夫，美國超級人瑞、部落格作者、作家、雕塑家（1914年出生）
- 2024年：布麗吉特·比爾萊因，奧地利法官、政治人物，前任奧地利總理（1949年出生）
- 2025年：長嶋茂雄，日本職業棒球員、教練（1936年出生）
- 2025年：林正杰，臺灣政治人物（1952年出生）

## 节假日和习俗
- 世界自行车日[1]
- 中華民國禁煙節（紀念1839年虎門銷煙，不放假）
- 乌干达烈士節